# Сент-Франсис (округ, Миссури)
Округ Сент-Франсис (англ. Saint Francois County) — округ штата Миссури, США. Население округа на 2009 год составляло 63 884 человека. Административный центр округа — город Фармингтон.

## История
Округ Сент-Франсис основан в 1821 году.

## География
Округ занимает площадь 1165.5 км2.

## Демография
Согласно оценке Бюро переписи населения США, в округе Сент-Франсис в 2009 году проживало 63 884 человека. Плотность населения составляла 54.8 человек на квадратный километр.